# Daria Gosek-Popiołek

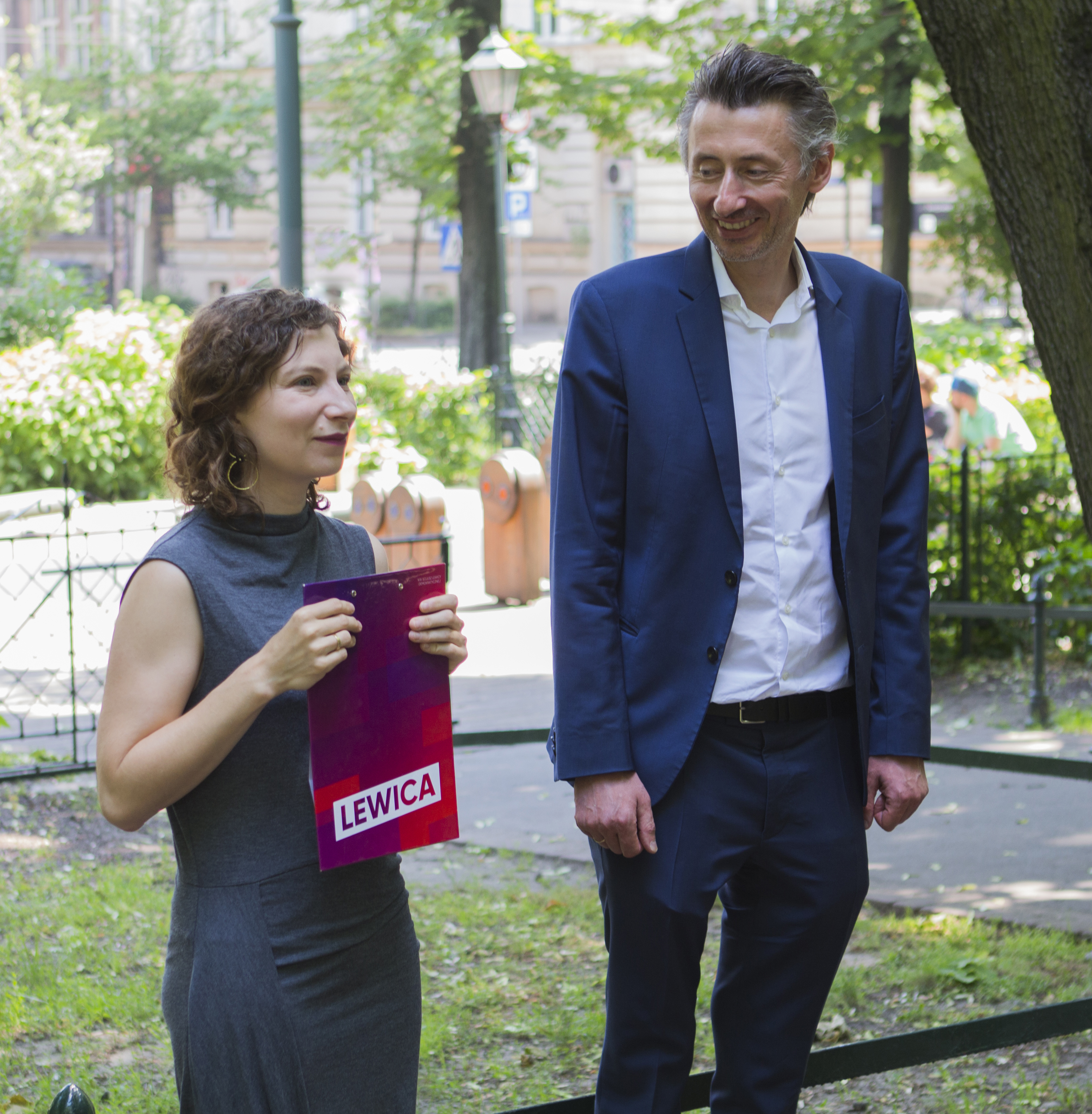
Posłowie Daria Gosek-Popiołek i Maciej Gdula na konferencji prasowej w Krakowie (2021)

Daria Iwona Gosek-Popiołek (ur. 16 kwietnia 1985 w Sosnowcu) – polska działaczka społeczna i polityczna, posłanka na Sejm IX i X kadencji (od 2019).

## Życiorys
Ukończyła II Liceum Ogólnokształcące w Sosnowcu, a w 2009 studia z teatrologii na Uniwersytecie Jagiellońskim. Była kierowniczką „Klubu Jędruś” w Ośrodku Kultury Kraków-Nowa Huta.
Jest aktywistką społeczną i feministką, działaczką na rzecz kultury, członkinią stowarzyszenia Kuźnica i współorganizatorką krakowskich Manif. Współtworzyła Stowarzyszenie „Zakład Usług Miejskich”.
W 2016 została członkinią Partii Razem (w 2019 przemianowaną na Lewicę Razem). W wyborach samorządowych w 2018 ubiegała się o urząd prezydenta Krakowa z ramienia Komitetu Wyborczego Wyborców „Razem dla Krakowa”, w których otrzymała 4659 głosów (1,38%). W wyborach tych była również kandydatką tego komitetu do Rady Miasta Krakowa (zagłosowały na nią 1303 osoby).
W wyborach parlamentarnych w 2019 uzyskała mandat posłanki na Sejm IX kadencji, startując z listy Sojuszu Lewicy Demokratycznej (w ramach porozumienia partii lewicowych) w okręgu krakowskim i otrzymując 17 488 głosów. W Sejmie została członkinią Komisji Gospodarki Morskiej i Żeglugi Śródlądowej oraz Komisji Ochrony Środowiska, Zasobów Naturalnych i Leśnictwa.
W wyborach w 2023 z powodzeniem ubiegała się o poselską reelekcję z ramienia Nowej Lewicy (otrzymała 39 054 głosy). W Sejmie X kadencji została członkinią Komisji Gospodarki Morskiej i Żeglugi Śródlądowej, a także wiceprzewodniczącą Komisji Kultury i Środków Przekazu oraz Komisji Ochrony Środowiska, Zasobów Naturalnych i Leśnictwa. W październiku 2024 wraz z grupą m.in. innych parlamentarzystek wystąpiła z Lewicy Razem, pozostając w KKP Lewicy. Objęła później funkcję prezeski tworzonego przez to środowisko stowarzyszenia politycznego „Ruch Wspólne Jutro”.

## Życie prywatne
Jest mężatką i matką dwojga dzieci. W 2019 deklarowała się jako praktykująca katoliczka, jednak przed wyborami w 2023 stwierdziła, że już nie złożyłaby takiej deklaracji.

## Wyniki wyborcze
| Wybory | Komitet wyborczy    | Komitet wyborczy             | Organ             | Okręg        | Wynik          |
| ------ | ------------------- | ---------------------------- | ----------------- | ------------ | -------------- |
| 2018   |                     | KWW Razem dla Krakowa        | Prezydent Krakowa | –            | 4659 (1,38%)   |
| 2018   | Rada Miasta Krakowa | KWW Razem dla Krakowa        | nr 2              | 1303 (2,66%) |                |
| 2019   |                     | Sojusz Lewicy Demokratycznej | Sejm IX kadencji  | nr 13        | 17 488 (2,69%) |
| 2023   |                     | Nowa Lewica                  | Sejm X Kadencji   | nr 13        | 39 054 (5,16%) |